# 메티스 (민족)

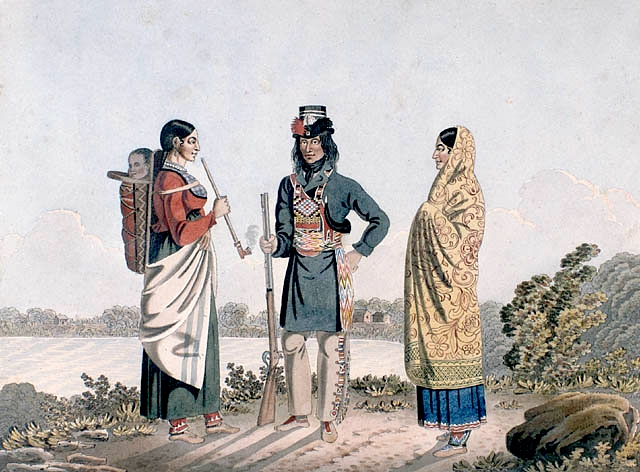

메티스(Métis) 또는 메티는 크리족 및 오지브와족 등의 선주민과 프랑스계 캐나다인 사이의 혼인관계에 의해 계승된 후손을 일컫는다. 통상 메이-티 또는 메이티-이 등으로 발음된다. 메티스는 브리티시 컬럼비아 주, 앨버타주, 서스캐처원주, 매니토바주, 온타리오주 등지에 거주한다.

## 같이 보기
- 혼혈
- 메스티소
- 캐나다 원주민
- 퍼스트 네이션